# Šator sastanka
Šator sastanka je u hebrejskom jeziku poznat kao Miškan (stanovanje ili prebivalište). Izvorno je u Šatoru sastanka bio smješten Kovčeg Saveza u vrijeme Mojsija. Bilo je to mjesto za bogoslužje Hebreja iz vremena izlaska iz Egipta, pa sve do osvajanja zemlje Kanaan. Riječ "Svetište", kao i "Šator sastanka", također se primjenjuju na Prebivalište.
Njegovi elementi su napravljeni kao dio hrama u Jeruzalemu oko 10. st. pr. Kr. Sama riječ tabernaculum  je deminutiv od riječi taberna koja znači slučajna stranica, ali i koliba. Riječ "svetište" koristi se kao i izraz "Šator sastanka". 

## Hebrejskimiškan
Hebrejska riječ upućuje na drukčije značenje. Riječ Miškan je povezan s glagolima "stanovati", "odmarati se" ili "živjeti u", koji se odnose na prisutnost Boga. Hebrejska riječ za susjeda je šakhen, iz istog je korijena kao miškan. Zapovijedi za njegovu gradnju uzete su iz riječi u Knjizi Izlaska kada se Bog obraća Mojsiju: "Neka mi sagrade Svetište da mogu boraviti među njima. Pri gradnji prebivališta i svega u njemu postupi točno prema uzorku koji ti pokažem." (Izl 25, 8-9). 

## Gradnja Prebivališta
Upute dane Mojsiju za izgradnju Prebivališta opisani su u Bibliji (Izl 25-27), a u Izl 35-40 opisana je gradnja Prebivališta. Kovčeg je bio napravljen od bagremova drveta, dva i po lakta dug, lakat i po širok i lakat i po visok. Cijeli je bio prekriven čistim zlatom. Od bagremova drveta su napravljene i motke koje su služile za prijenos Kovčega. Pomirilište je također bilo napravljeno od zlata (dva i po lakata dugo, a široko lakat i po). Na krajevima Kovčega bila su dva kerubina od zlata okrenutih jedan prema drugome, te su gledali prema Pomirilištu.

## Unutrašnjost Prebivališta
Namještaj u Prebivalištu: žrtvenik od bagremova drveta (5 lakata dug, 5 lakata širok, 3 lakta visok), kotlići, strugači, viljuške, kadionici. Na žrtveniku je bila mrežica od mjedi. (Izl 27, 1-8). Do žrtvenika je bio umivaonik od mjedi (Izl 30,17-21). Odmah na ulazu je bio žrtvenik od mjedi. Raznovrstan pribor služio je za obavljanje službe na oltaru. Između žrtvenika i Šatora sastanka bio je umivaonik. Služio je svećenicima za pranje prije ulaska u Prebivalište. Tu je bio stol za prinesene kruhove koji su smjeli jesti samo svećenici. Iza toga je bio svijećnjak sa sedam krakova (Menora) Prije ulaza u Svetinju na svetinjama je bio smješten kadioni žrtvenik. U najsvetijem dijelu bio je smješten samo "Kovčeg saveza" napravljen od drveta, a prekriven je zlatom. Poklopac je bio od čistoga zlata, nazvan "Pomirilište". U Kovčegu je bio Aronov štap, mana i dvije ploče Zakona.